# سیارک ۲۹۱۳۷
سیارک ۲۹۱۳۷ (به انگلیسی: 29137 Alanboss، نامگذاری:1987UY1) بیست و نه هزار و صد و سی و هفتمین سیارک کشف شده‌است که در ۱۸ اکتبر ۱۹۸۷ کشف شد.